# 노바만 게임즈
노바만 게임즈(일본어: のばまんゲームス)는 일본의 유튜버이다. 2019년 즈음에 UUUM에 가입하여 이후 UUUM 소속 유튜버로 활동하고 있다.